# Mikio Shimoji

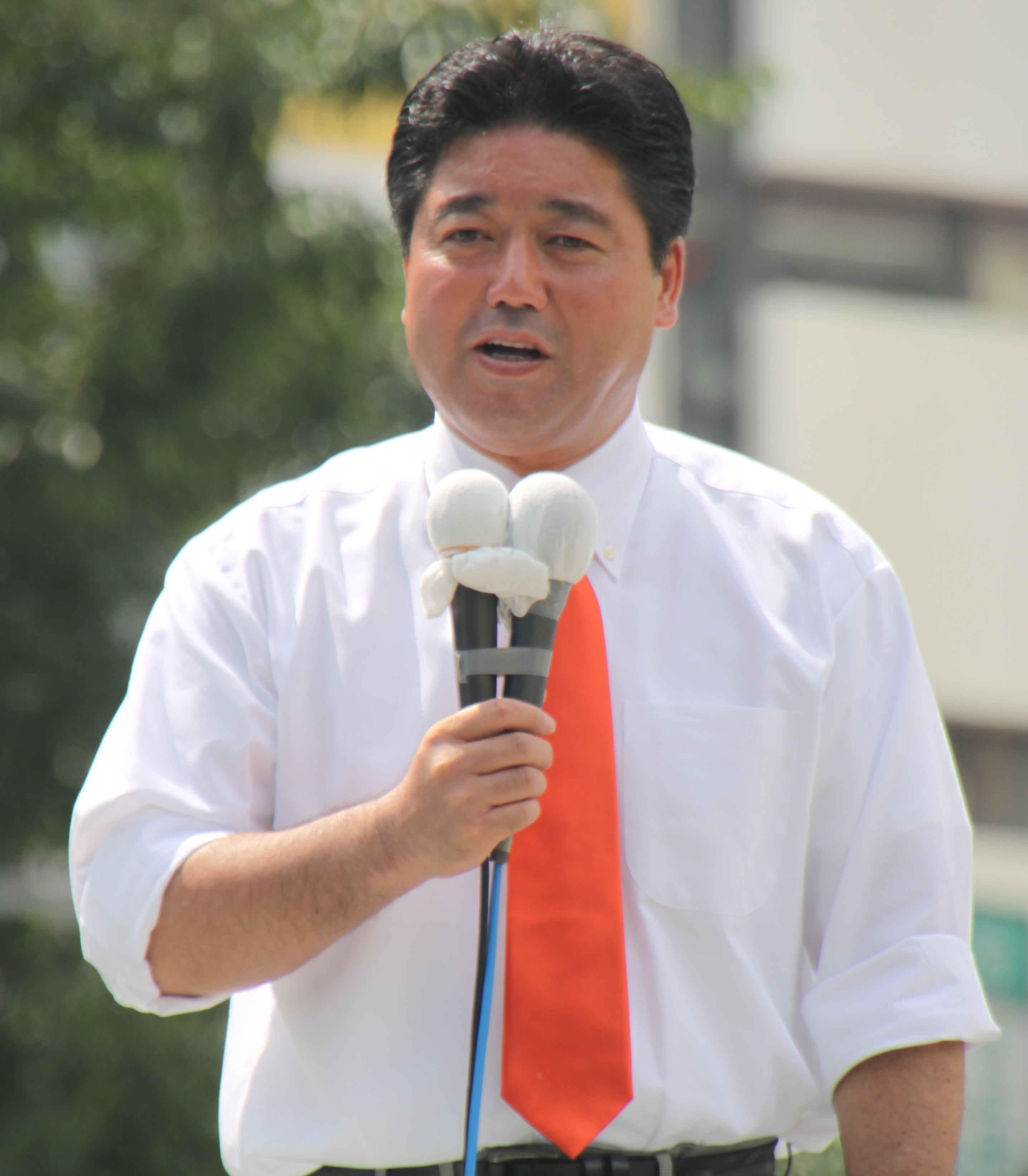
Mikio Shimoji, 2010

Mikio Shimoji (jap. 下地 幹郎 Shimoji Mikio; * 14. August 1961 in Hirara (heute: Miyakojima), Präfektur Okinawa) ist ein japanischer Politiker (Liberaldemokratische Partei (Hashimoto-Faktion)→parteilos→Sōzō→Neue Volkspartei→Ishin no Tō→Ōsaka Ishin no Kai→Nippon Ishin no Kai→parteilos/subnational durchgehend Sōzō) und ehemaliges Mitglied (1996–2003, 2005–2012, 2014–2021) des Abgeordnetenhauses, des Unterhauses des nationalen Parlaments, für den Verhältniswahlblock Kyūshū, von 2005 bis 2012 für den Mehrheitswahl-Einmandatswahlkreis Okinawa 1. 2012 war er Minister für Katastrophenschutz im Kabinett Noda.
Shimoji schloss 1984 sein Studium an der betriebswirtschaftlichen Fakultät der Chūō Gakuin Daigaku ab und arbeitete anschließend in der Privatwirtschaft. Im Dezember 1995, ein Jahr nach der Einführung der Einmandatswahlkreise wurde er Vorsitzender des LDP-Wahlkreisverbands Okinawa 1. Er unterlag bei der Unterhauswahl 1996 zwar im Wahlkreis Taiichi Shiraho (Neue Fortschrittspartei, Ex-Kōmeitō) und Saneyoshi Furuken (KPJ), zog aber über die neu eingeführte Verhältniswahl im Block Kyūshū ins Parlament ein. Bei der Wahl 2000 verzichtete er auf eine Wahlkreiskandidatur gegen Shiraho – die Kōmeitō war nach der Auflösung der NFP wiedergegründet worden und regierte nun in Koalition mit der LDP –, kandidierte nur über die Verhältniswahl und wurde wiedergewählt. Für die LDP war er parlamentarischer Staatssekretär (Seimujikan/Daijinseimukan) in der Behörde für die Entwicklung Okinawas (1998–1999) und im Wirtschaftsministerium (2002).
Shimoji trat bei der Wahl 2003 als Unabhängiger in seinem Wahlkreis an, ohne seine Parteizugehörigkeit aufzugeben, aber auch ohne die formale Unterstützung seiner Partei. Er unterlag Shiraho und schied aus dem Parlament aus. 2005 verließ er die LDP ganz und kandidierte bei der Wahl 2005 erneut als Unabhängiger, nun aber mit Unterstützung der Oppositionsparteien DPJ und Shadaitō. Mit knapp 5.000 Stimmen Vorsprung auf Shiraho konnte Shimoji erstmals seinen Wahlkreis gewinnen. Im gleichen Jahr gründete er mit Präfektur- und Kommunalpolitikern aus Okinawa die Partei Sōzō – im rechtlichen Sinne eine „politische Vereinigung“ (seiji dantai), keine Partei (siehe Politische Parteien in Japan#Gesetzliche Regelungen); eine Doppelmitgliedschaft ist daher problemlos. Im nationalen Parlament schloss er sich der Fraktion der Neuen Volkspartei an, die 2005 von aus der LDP vertriebenen Postprivatisierungsgegnern gegründet worden war. 2008 verließ er die Sōzō und trat der Neuen Volkspartei bei, in der er als Vorsitzender des politischen Ausschusses (2009–2010), parlamentarischer Geschäftsführer (seit 2009), Wahlkampfchef (ab 2010) und Generalsekretär (seit 2010) Führungsfunktionen im Parteivorstand übernahm. Bei der Wahl 2009 wurde er als Abgeordneter für die Neue Volkspartei mit DPJ-Unterstützung klar im Wahlkreis wiedergewählt.
Im Oktober 2012 berief ihn Premierminister Yoshihiko Noda bei seiner dritten Kabinettsumbildung zum Minister beim Kabinettsbüro für besondere Aufgaben (Katastrophenschutz) und übertrug ihm auch die Zuständigkeit für die Postprivatisierung. Der bisherige Vertreter der Neuen Volkspartei im Kabinett, Tadahiro Matsushita, hatte sich im September 2012 erhängt.
2012 fusionierte der Präfekturverband Okinawa der Neuen Volkspartei mit der Sōzō, und Shimoji übernahm wieder den Parteivorsitz von Sōzō.
Bei der Shūgiin-Wahl 2012 verlor Shimoji den Wahlkreis Okinawa 1 an den ehemaligen Präfekturparlamentsabgeordneten Kōnosuke Kokuba (LDP) und schied erneut aus dem Parlament aus. Er kandidierte erfolglos bei der Gouverneurswahl in Okinawa im November 2014. Im Dezember 2014 bewarb er sich für die Ishin no Tō wieder im Wahlkreis Okinawa 1 für das Abgeordnetenhaus und landete zwar auf dem dritten Platz hinter Kandidaten von KPJ und LDP, gewann aber als drittbester Wahlkreisverlierer unter fünf Doppelkandidaten auf dem Listenplatz 1 den letzten Sitz der Ishin no Tō bei der Verhältniswahl im Block Kyūshū. Bei der Abgeordnetenhauswahl 2017 verlor er für die Nippon Ishin no Kai wieder Okinawa 1, gewann aber als bester Verlierer unter vier Kandidaten auf dem Ishin-Listenplatz 1 den einzigen Sitz der Partei im Block Kyūshū.
Wie Shimoji 2020 zugab, hatte er 2017 vor der Verabschiedung des „Casino-“/Integrated-Resort (IR)-Gesetzes von 2018, das nicht-staatliches Glücksspiel an ausgewählten Casinostandorten erlaubt, Gelder von einem chinesischen Casinobetreiber erhalten. Die Ishin no Kai beantwortete sein Austrittsgesuch mit Ausschluss, und er wollte später in die LDP zurückzukehren; aber die LDP Okinawa lehnte dies letztlich ab. Bei der Wahl des Premierministers im Oktober 2021 stimmte er für den LDP-Parteivorsitzenden Fumio Kishida. Bei der Shūgiin-Wahl 2021 musste er aber als Unabhängiger kandidieren und unterlag in Okinawa 1 auf dem dritten Platz Seiken Akamine (KPJ) und Kōnosuke Kokuba (LDP). Auch 2024 unterlag er in gleicher Konstellation.